# La mano del caos
La mano del caos è un romanzo fantasy scritto da Margaret Weis e Tracy Hickman pubblicato nel 1991. È il quinto capitolo del ciclo di Death Gate.

## Trama
Haplo riporta il sottomarino a Draknor per recuperare la sua nave. Lì ritrova Samah perso, bagnato e sfinito. Il capo del Consiglio ha aperto la Porta della Morte, consentendo ai draghi-serpente libero accesso ai quattro mondi. Haplo decide che è troppo stanco per catturare fisicamente Samah e usa la sua nave per tornare al Nexus per fare rapporto su ciò che ha visto, attraverso la ora più facilmente praticabile Porta della Morte. Haplo racconta tutta la storia: i mensch, i Sartan i draghi-serpente che lo hanno terrorizzato più del Labirinto stesso perché quest'ultimo almeno poteva essere sconfitto. Xar però si dimostra molto meno categorico riguardo alla presunta invincibilità dei draghi-serpente. Incarica Haplo di riportare Bane su Arianus, dove attiverà il Kicksey-winsey e continuerà a fomentare il caos come in precedenza; dovrà poi attendere là gli ulteriori ordini di Xar che nel frattempo si recherà su Abarrach per apprendere l'arte della necromanzia. Questa sarà l'ultima occasione per Haplo di dimostrare la sua fedeltà.
Haplo si allontana nervosamente e va a fare una passeggiata, si ritrova di fronte all'Ultima Porta e considera l'idea di rientrare nel Labirinto, una cosa che nessun Patryn a parte Lord Xar ha mai fatto. Vorrebbe cercare Alfred in modo da poter tornare con lui alla Camera dei Dannati per trovare qualche risposta portando con lui anche il suo signore per dargli delle prove su ciò che ha detto. Haplo è dissuaso comunque da Zifnab che ammette di essere effettivamente un Sartan e, col suo drago (uno dei veri draghi di Pryan in opposizione ai draghi-serpente) si dirige verso Chelestra per rispondere alla richiesta di Samah di riunire tutta la sua razza. Samah, secondo Zifnab, vuole recarsi ad Abarrach per imparare i segreti della necromanzia. Zifnab rivela inoltre ad Haplo che la donna che lo ha lasciato lo ha fatto perché era incinta e che ora suo figlio è da qualche parte nel Labirinto, però lo avvisa (tra una frase sconnessa e l'altra) di non rientrarvi prima di avere riattivato il Kicksey-winsey. Bane, avendo spiato la conversazione, riferisce il tutto a Xar, ma mentendo dice che Haplo intende provare che Xar si sbaglia ed avrebbe perciò suggerito a Zifnab di partire in modo da non farsi trovare. Xar considera questa la prova finale del tradimento ed ordina a Bane di uccidere Haplo al termine della sua missione.
Su Drevlin, intanto, l'atmosfera è cupa; il Kicksey-winsey si è fermato completamente per la prima volta nella storia e nessuno sa perché. Limbeck, ora Alto Capomastro e leader di una rivolta razziale contro l'occupazione Welf di Drevlin, che sia una macchinazione dei Welf. Egli è diventato un capo duro e crudele, con gran dispiacere di Jarre. Un simbolo ricorrente di questa situazione sono i suoi occhiali: Limbeck ne ha un nuovo paio che correggono la sua forte miopia, ma che gli provocano atroci mal di testa; Jarre lo preferiva quasi cieco, ma idealista. Quando Haplo arriva, Limbeck lo arruola subito alla sua causa. I due, aiutati dal ricordo di Jarre del mausoleo di Alfred, riescono a capire dove dovrebbe trovarsi il centro di controllo del Kicksey-winsey. Per arrivarci, comunque, essi devono evitare il Factree che gli elfi hanno eletto a loro quartier generale. Arrivati al centro di controllo, trovano un automa che chiede istruzioni; le rune di Haplo però lo mettono in guardia. Seguendo il suo istinto, senza sapere perché, il gruppo fugge dalla stanza senza Limbeck. Bane, Haplo e Jarre sono subito catturati dalle forze degli elfi inseguitori condotte da uno strano capitano dagli occhi rossi di nome Sang-drax (un serpente il cui nome in elfico significa drago-serpente, forse quello che incontrò Xar prima del ritorno di Haplo). Limbeck riesce a sfuggire agli elfi e vaga per un po' prima di ritrovarsi in una stanza nella quale ha un'incredibile visione piena di speranza: umani, elfi e nani seduti pacificamente a conversare in armonia. Egli però non nota i loro caratteristici occhi rossi ed il terrore che essi provocano. Infiammato dall'ottimistica visione, Limbeck è costretto però a dimenticarsene quando riesce a sentire per caso, dai serpenti che stanno portando via Haplo, che Jarre è stata catturata. Pensa perciò di dichiarare guerra.
Haplo, Bane e Jarre vengono condotti all'Imperanon, il castello dell'imperatore elfico, dove l'imperatore Agah'ran prepara un piano per liberarsi di Re Stephen e della Regina Anne, usando Bane come volontario cospiratore. Agah'ran vuole terminare in fretta le ostilità, dato che sta combattendo su tre fronti: contro gli umani, contro i Geg e contro il suo stesso figlio, il Principe Rees'ahn, che da diversi anni sta conducendo una rivolta. Stephen, Anne (che nel frattempo ha avuto una figlia) e Lady Iridal (invitata dal mago Trian) ricevono la notizia che Bane è vivo da uno schiavo umano a cui viene consentito di fuggire dalla capitale degli elfi. Gli elfi, probabilmente, esigeranno un umano in cambio della vita di Bane (in molto pochi infatti sanno della sua vera natura), ma i suoi tre genitori, sanno che è Bane che tira le fila (e la famiglia reale sicuramente non lo rivuole). Essi si rendono conto anche che sarebbe sconveniente un fallimento del tentativo di liberarlo, considerando le voci della sua illegittimità, ma Re Stephen, comprensibilmente, non vuole il suo ritorno; vuole solo proteggere il lavoro fatto per ottenere la pace con Rees'ahn. Iridal decide di provare a liberare suo figlio da sola e Re Stephen le concede un paio di settimane per riuscirci, dopo si muoverà per incontrare Rees'ahn e abbandonerà Bane al suo destino. Durante il suo viaggio, Iridal capita in un monastero e recluta il suo unico aiuto, Hugh Manolesta che Alfred, senza ricordarsene, ha resuscitato con la necromanzia. Hugh è un derelitto, un ubriacone incapace di ritornare ad essere quello di prima, da quando è stato resuscitato (come se stesso, non come i bruti senza cervello di Abarrach); non riesce più ad uccidere, specialmente dato che non riesce, date le sue condizioni, ad ottenere più nessun incarico. Hugh si accorda con Iridal a condizione che lo aiuti a ritrovare Alfred una volta portato a termine il compito. Prima di partire, Trian ricorda a Hugh di onorare gli impegni presi: Hugh ha accettato di uccidere Bane ed il suo onore lo obbliga a portare a termine l'impresa. La famiglia reale vuole usare la missione di Iridal per cercare di uccidere Bane e proteggere la famiglia ed il loro mondo da quello che egli potrebbe fare.
Hugh e Iridal vanno a Skurvash, l'isola che la Confraternita della Mano, una congrega di sicari, ha preso come quartier generale. Avendo il titolo di Manolesta, Hugh è al secondo più alto gradino della gerarchia dei sicari; solo Ciang il Braccio è suo superiore (e probabilmente nessuno è suo pari). Proprio a Ciang egli chiede aiuto e lei gli garantisce un passaggio sicuro per la zona degli elfi. Lì cerca l'aiuto dei Kemkari, una setta religiosa elfica la cui Cattedrale di Albedo è usata come luogo di raccolta delle anime degli elfi, che si suppone rafforzino la magia elfica. Da lì Hugh e Iridal riescono a penetrare nell'Imperanon, ma Iridal, accecata dall'amore, non si accorge della trappola che Bane le ha teso. Per salvare la vita di Iridal, Hugh accetta di uccidere Re Stephen e la Regina Anne; Bane (con il cane di Haplo) andrà avanti per assicurare il successo e prendere il trono degli umani. Haplo, nel frattempo, insegue Sang-drax, che sta "salvando" Jarre, ma è catturato dai draghi-serpente e torturato mentalmente. I Custodi della Cattedrale, comunque, sono stati indotti dagli spiriti dei morti a salvare Haplo e portano a termine la loro missione. il Custode delle Anime riesce a scacciare i draghi-serpente perché non ha più paura di ciò che essi rappresentano.
I Custodi danno ad Haplo un libro scritto in Sartan, linguaggio dei Nani, elfico e umano: Istruzioni da dare all'automa sotto Drevlin e lo spediscono poi a Drevlin con un drago fantasma che essi evocano. Essi gli chiedono anche dove si trovi la sua anima, dato che ne ha chiaramente una, ma evidentemente essa non si trova con lui. Haplo risponde di non avere idea di cosa stiano parlando. Iridal va con lui per fermare Hugh e suo figlio. Essi trovano il vascello di Sang-drax (egli però non è su di esso) ed il drago fantasma spezza una delle sue ali; Haplo salta sulla nave così danneggiata e salva Jarre, ma si ritrova nel bel mezzo di una rivolta di galeotti umani fomentata da Sang-drax. Haplo usa la sua magia per paralizzare tutti e spiega loro quanto la loro lotta sia stupida: gli umani e l'equipaggio elfico devono lavorare insieme se vogliono salvare la nave. Haplo poi prende Jarre, gravemente ferita, e si teletrasporta con lei nel Factree dove, sfortunatamente, Jarre viene vista da un nano che la crede morta. Il nano corre da Limbeck e Limbeck decide subito di condurre i nani ad uccidere gli elfi per vendicarsi della morte apparente di Jarre.
Haplo guarisce Jarre, ma non riesce ad evitare che i nani si lancino all'attacco degli elfi, entrambe le parti, però, si bloccano quando una statua si apre e Sang-drax e gli altri draghi-serpente spuntano fuori dalle gallerie, mascherati da nani urlando sanguinosi incitamenti agli altri nani. Jarre li riconosce dagli occhi e fa cadere gli occhiali di Limbeck mentre Haplo attacca uno dei "nani" per costringerli a mostrare la loro vera natura. I serpenti quindi calano la maschera ed attaccano i nani, dando il via ad una caotica battaglia di nani contro serpenti ed elfi contro nani, con entrambe le parti mensch che si accusano l'un l'altra della presenza dei serpenti. Anche Haplo e Sang-drax combattono e, sebbene nessuno dei due abbia il sopravvento, entrambi accusano gravi ferite (Sang-drax all'occhio e Haplo alla runa del cuore, il centro della sua identità magica) che non potranno mai guarire completamente. Grazie al cielo Limbeck finalmente vede dove porta tutta questa situazione (sangue, morte e terrore) e costringe i suoi nani ad arrendersi. Come reazione, i draghi-serpente attaccano il Kicksey-winsey stesso e, rendendosi conto che la macchina è la loro fonte di sussistenza, elfi e nani immediatamente si alleano in sua difesa. Il vascello danneggiato riesce anche ad atterrarvi e sia gli umani che gli elfi che sono a bordo si uniscono alla lotta. Questo evento è il primo della storia di Arianus in cui umani, nani ed elfi lottano insieme fianco a fianco.
Nel frattempo Hugh e Bane sono in viaggio verso i Sette Campi dove la rivolta del Principe Rees'ahn è iniziata. Quest'ultimo vi sta tornando per siglare una storica alleanza con Re Stephen e la regina Anne contro l'imperatore degli elfi. Bane pretende da Hugh un ultimo contratto: uccidere Haplo e dirgli che il mandante è Xar. Hugh accetta solo per zittirlo. Hugh, poi deliberatamente fallisce l'attentato a Stephen nel tentativo di uccidersi, ma il cane lo salva saltandogli addosso e causando una gran confusione. Bane ne approfitta e affonda la sua spada nella schiena di Stephen, determinato a rivendicare per sé il trono. Poi si volge verso la Regina Anne, ma si accorge di soffocare lentamente. Iridal finalmente ora ha visto la vera natura del figlio. Mentre il figlio di Stephen e Anne muore (soffocato perché incapace di respira l'aria del Regno Superiore), così anche il Principe Bane affronta la fine. La vita di Stephen viene però salvata da Trian e Iridal parte col corpo di Bane.
Hugh ritorna alla Cattedrale di Albedo dove ha promesso di rendere l'anima (che, dopo tutto, era stata persa e ritrovata e quindi assume grande valore per i Custodi), ma ciò gli viene vietato perché essa ha ancora il legame terreno di un contratto da portare a termine, così egli deve accondiscendere alle nuove condizioni del Custode delle Anime: esse hanno ordinato al Custode di accettare l'anima oggetto del contratto al posto di quella di Hugh. Hugh deve uccidere Haplo.

## Edizioni
- Margaret Weis e Tracy Hickman, La mano del caos, traduzione di Pietro Ferrari, collana Oscar Bestsellers, Arnoldo Mondadori Editore, 1996,  p. 379, ISBN 88-04-42280-7.